# Данієль Лончар
Данієль Лончар (хорв. Danijel Lončar, нар. 26 червня 1997, Осієк) — хорватський футболіст, захисник польського клубу «Погонь» (Щецин). Виступав також за клуб «Осієк».

## Ігрова кар'єра
Данієль Лончар народився 1997 року в місті Осієк, та є вихованцем футбольної школи місцевого клубу «Осієк». У 2014—2015 роках Лончар грав у складі нижчолігових хорватських клубів «Чепін» і «Бієло-Брдо». У 2016 році футболіст повернувся до клубу «Осієк», спочатку грав у другій команді клубу, а з 2017 року розпочав грати в першій команді. З 2023 року хорватський захисник грає у складі польського клубу «Погонь» (Щецин).